# Předslav
Předslav – gmina w Czechach, w powiecie Klatovy, w kraju pilzneńskim. 1 stycznia 2014 liczyła 730 mieszkańców.